# Micrathetis dasaradoides
Micrathetis dasaradoides là một loài bướm đêm trong họ Noctuidae.